# Pseudantechinus bilarni
Pseudantechinus bilarni — вид хижих сумчастих ссавців з родини кволових (Dasyuridae). Етимологія: вид названо на честь Біла Гарні (англ. Bill Harney), відомого серед аборигенів Арнемленду як «біларні». Він був провідником у американо-австралійська експедиція, яка отримала голотип. 

## Середовище проживання
Цей вид є ендеміком північної Австралії. Найпоширеніший на західному укосі Землі Арнема, але проживає також на острові Мірчінбар. Живе на грубих чи кам'янистих площах пісковику, вкритого відкритим евкаліптовим рідколіссям і багаторічними травами. Може переходити в листяно-лозові зарості під час сухого сезону.

## Опис
Морфометрія. Довжина голови й тіла: 57–100 мм, хвоста: 82–115 см, вага: 12–44 г.
Опис. Верхні частини тіла сиво-коричневі, нижні —блідо-сірі, позаду великих вух є корицевого кольору клапті. Хвіст довгий і ніколи не набирає жиру. Молочних залоз шість. Раціон складається переважно з комах. Сезон розмноження: в кінці червня — на початку липня. Самиці народжують до 4-5 дитинчат раз на рік.

## Загрози та охорона
Діапазон поширення виду схильний до частих пожеж, що є головною загрозою. Вид присутній на кількох охоронних територіях.